# Powiat Guttentag
Powiat Guttentag (niem. Kreis Guttentag, pol. powiat dobrodzieński) – pruski (niemiecki) powiat istniejący w latach 1927–1941 na terenie prowincji górnośląskiej i śląskiej. Siedzibą powiatu był Guttentag (Dobrodzień).

## Historia
W 1919 roku w ramach traktatu wersalskiego część terytorium powiatu Lublinitz weszło w skład Polski, tworząc tam powiat lubliniecki. Tereny pozostałe w Niemczech funkcjonowały nadal jako szczątkowy powiat Lublinitz z siedzibą w Dobrodzieniu do 1927 roku, kiedy to powiat zwiększono częściami powiatów Groß Strehlitz oraz Rosenberg O.S. i przemianowano go na powiat Guttentag. Był to najmniejszy powiat Rzeszy (322,52 km²), administrowany początkowo przez powiat oleski.
Od początku istnienia powiat należał do prowincji Górny Śląsk, ale w 1938 roku kiedy prowincja została zlikwidowana powiat Guttentag przyłączono do prowincji Śląsk. W 1939 roku siedzibę powiatu Guttentag przeniesiono do Lublińca w okupowanym przez Niemcy polskim powiecie lublinieckim (Lublinitz), a w 1941 roku cały powiat Guttentag włączono do powiatu Lublinitz funkcjonującego wówczas pod nazwą Loben.
Po wojnie cały obszar powiatu Guttentag (wraz z powiatem Loben) wszedł w skład Polski, gdzie został odtworzony jako polski powiat dobrodzieński.

## Zmiany nazw miejscowości
W 1936 zmieniono słowiańskie nazwy wielu miejscowości, m.in.:

- Bzinica – Bzinitz: Erzweiler O.S.;,
- Ciasna – Cziasnau: Teichwalde,
- Dzielna – Grenzingen,
- Główczyce – Glowtschütz: Eichwege,
- Gosławice – Goslawitz: Goselgrund,
- Gwoździany – Gwosdzian: Nagelschmieden,
- Jeżowa – Jezowa: Kreuzenfeld,
- Łagiewniki Małe – Klein Lagiewnik: Hedwigsruh,
- Koszwice – Koschwitz: Heidehammer,
- Makowczyce – Makowtschütz: Mohntal,
- Myślina – Mischline: Bachheiden;
- Molna – Mollna: Waldwiesen,
- Pludry – Pluder: Wildfurt,
- Panoszów – Ponoschau: Hegersfelde,
- Rzędowice – Rzendowitz: Mühlental,
- Szemrowice – Schemrowitz: Raunen,
- Sieraków Śląski – Schierokau: Breitenmarkt,
- Skrzydłowice – Skrzidlowitz: Flügeldorf,
- Wędzina – Wendzin: Windeck,
- Turza – Thursy: Iltenau,
- Warłów – Warlow: Wiesenau O.S.,
- Zborowskie – Sorowski: Ostenwalde,
- Zwóz – Zwoos: Ahndorf O.S.